# حسين سجواني
حسين سجواني (مواليد عام 1953)، هو ملياردير إماراتي ومؤسس كل من داماك العقارية؛ شركة التطوير العقاري الرائدة عالمياً، ومجموعة دايكو؛ الذراع الاستثماري الخاصة به.
تصدرت داماك العقارية قائمة فوربس «جلوبال 2000» عام 2017 لأسرع الشركات نمواً في العالم بناءً على معدل النمو السنوي المركب للإيرادات المالية من عام 2013 إلى 2016. في عام 2018، وقعت مجموعة دايكو اتفاقية شراكة فندقية مع دار الأزياء الإيطالية العالمية «روبرتو كافالي»، لتصميم الديكورات الداخلية لفنادق أيكون التي سيتم افتتاحها في دبي. قبل أن تستحوذ المجموعة على دار الأزياء الإيطالية عام 2019. 
صُنف سجواني ضمن قائمة أكثر 100 شخصية عربية مؤثرة في العالم الصادرة عن مجلة جلف بزنس أعوام 2017 و2018 و2020، وقائمة أقوى 100 شخصية عربية على قائمة مجلة «أريبيان بزنس» عامي 2018 و2019.
وفي شهر أبريل عام 2021، صنفت مجلة فوربس، سجواني، ضمن أغنى 10 شخصيات عربية في «قائمة الأثرياء العرب لعام 2021»، بثروة تقدر بنحو 2.5 مليار دولار أمريكي. .
في 2022، استحوذ سجواني على شركة المجوهرات السويسرية دي غريسوغونو. بعد ذلك، أعلن المطورون عن مشروعين في دبي بالتعاون مع الشركة السويسرية.
أعلن حسين سجواني عن تعهده باستثمار 20 مليار دولار في تطوير مراكز البيانات في الولايات المتحدة. جاء هذا الإعلان خلال مؤتمر صحفي مع الرئيس الأمريكي المنتخب دونالد ترامب.

## النشأة والتعليم
وُلد حسين سجواني لعائلة من الطبقة المتوسطة في دبي وهو الابن الأكبر لأسرة مكونة من 5 أبناء.بدأ اهتمامه في مجال الأعمال التجارية في سن مبكرة جداً ضمن متجر والده لبيع الساعات والأقلام والبضائع المستوردة من الصين. حصل سجواني على منحة دراسية حكومية والتحق بكلية الطب في جامعة بغداد. وبعد سنته الأولى هناك، غادر إلى الولايات المتحدة لدراسة الهندسة الصناعية بجامعة واشنطن، حيث تخرج منها عام 1981.

## الحياة المهنية
بدأ سجواني حياته المهنية عام 1981 بصفته مديراً للعقود في شركة أبوظبي لصناعات الغاز (GASCO)، إحدى الشركات التابعة لشركة بترول أبوظبي الوطنية.(ADNOC) وبعد عامين، أسس مشروعه التجاري الخاص في مجال التموين، حيث بدأ في تقديم خدمات تموين الطعام إلى عدد من المؤسسات والجهات الكبرى أبرزها الجيش الأمريكي وشركة «بكتل» الأمريكية. حتى الآن، لا تزال الشركة تقدم خدماتها تحت اسم «جلوبال لوجيستكس سيرفيسز».
وفي عام 2002، قادته رؤيته المتبصرة إلى التعرف على الإمكانات والفرص الكامنة في السوق، ليقوم بتأسيس شركة داماك العقارية، والتي سجلت نمواً باهراً لتصبح واحدة من أكبر شركات التطوير العقاري في الشرق الأوسط.منذ تأسيسها ولغاية 30 سبتمبر 2021، تمكنت داماك من تسليم نحو 36,400 منزل كما تمتلك نحو29,000 وحدة قيد التطوير والتخطيط.  
في أكتوبر عام 2011، أطلقت داماك العقارية قسم الضيافة الخاص بها «فنادق ومنتجعات داماك ميزون». وفي عام 2015، تم إدراج الشركة رسمياً في سوق دبي المالي كشركة مساهمة عامة.
من أبرز المشاريع التي طورتها داماك العقارية، ملعباً للغولف تديره منظمة ترامب، وشقق فاخرة بتصاميم داخلية تحمل توقيع أبرز دور الأزياء الإيطالية مثل فيرساتشي وفندي وروبرتو كافالي، بالإضافة إلى «فنادق ومنتجعات باراماونت» بالشراكة مع «باراماونت بيكتشرز».
استثمر سجواني 600 مليون جنيه إسترليني في لندن، المملكة المتحدة، عبر مشروع«داماك تاور ناين إلمز لندن» الذي يحمل توقيع علامة فيرساتشي.
```
[
13
]
```

في يونيو 2021، استقال حسين سجواني من منصب رئيس مجلس إدارة شركة داماك العقارية، وقدم عرضاً للاستحواذ الكامل على الشركة.

## المسؤولية المجتمعية للشركات
في عام 2017، وقعت «مؤسسة حسين سجواني- داماك الخيرية» اتفاقية مع «مؤسسة دبي للمستقبل» لرعاية مبادرة «مليون مبرمج عربي» التي أطلقها صاحب السمو الشيخ محمد بن راشد آل مكتوم، نائب رئيس دولة الإمارات العربية المتحدة رئيس مجلس الوزراء حاكم دبي، والتي تهدف إلى توفير تدريب مجاني للغة البرمجة لمليون شاب عربي. في فبراير عام 2020، تبرعت المؤسسة بمبلغ 3 ملايين درهم إماراتي لمبادرة «صناع الأمل» لبناء مشفى الدكتور مجدي يعقوب لعلاج مرضى القلب في مصر.وفي شهر أبريل عام 2020، قدمت مؤسسة حسين سجواني- داماك الخيرية مبلغ مليون درهم لدعم «حملة 100مليون وجبة»، وهي أكبر حملة لتوزيع المواد الغذائية في الإمارات للمتضررين من جائحة كورونا.

## الحياة الشخصية
يعيش سجواني في دبي رفقة زوجته وأبنائه الأربعة. تخرج ابنه الأكبر علي من جامعة نورث إيسترن في بوسطن، الولايات المتحدة بعد أن درس علم الاقتصاد، وهو يشغل الآن منصب المدير العام للعمليات في مجموعة داماك. حصل علي سجواني على لقب أحد نجوم المستقبل في الشرق الأوسط ضمن جوائز الإنجازات التي نظمتها أريبيان بزنس.
أما ابنته أميرة، فقد تخرجت من كلية لندن الجامعية (UCL)، حيث تخصصت في إدارة مشاريع البناء، كما حصلت على ماجستير في الشؤون المالية من كلية لندن للاقتصاد. تتبوأ أميرة منصب المديرة العامة للمبيعات والتطوير في شركة داماك.

## الإنجازات والجوائز
- المرتبة 15 في هوتيلير باور 50 - جوائز أفضل رئيسي تنفيذي في الشرق الأوسط 2017
- جائزة الرئيس التنفيذي للعام ضمن قطاع العقارات - جوائز أفضل رئيس تنفيذي في الشرق الأوسط 2017
- أسطورة قطاع العقارات 2018- جوائز أريبيان بزنس العقارية
- أفضل رائد أعمال عقاري لعام 2018 - جوائز جلف بزنس 2018
- احتل المرتبة 26 في قائمة (Construction Week's Power 100) لعام 2019
- عام 2020، جاء سجواني ضمن قائمة (Cityscape Intelligence) لأكثر الشخصيات نفوذاً وتأثيراً في صناعة العقارات في منطقة الشرق الأوسط وشمال أفريقيا.